# Трубкозубові
Трубкозубові (Orycteropodidae) — родина плацентарних ссавців. Попри те, що є багато викопних видів, єдиний вид, що вижив сьогодні — це трубкозуб африканський (Orycteropus afer). Orycteropodidae визнано єдиною родиною в порядку Tubulidentata.

## Еволюція
Першою виявленою скам'янілістю була Amphiorycteropus gaudryi, знайдена на о. Самос, Греція. З тих пір представники ряду Tubulidentata були знайдені з олігоцену нинішньої Європи й вважається, що ряд виник приблизно 65–70 Ma або в палеоцені. Вважається, що Tubulidentata тісно пов'язані з нині вимерлим рядом Ptolemaiida, м'ясоїдними афротеріями. Родина виникла в Африці в епоху раннього міоцену, а пізніше в міоцені поширилася на Євразію. Більша частина різноманіття родини вимерла до кінця пліоцену.

## Морфологія
Всі схожі з американськими мурахоїдами характеристики розвивалися незалежно як пристосування до поїдання мурах. Однією з найбільш відмітних особливостей тварин є те, що їхні зуби мають «трубчасту» мікроструктуру, позбавлену емалі, і є просто округлими структурами дентину. У них відсутні різці та ікла, є 20–22 зуби, які постійно ростуть. Ще одна унікальна риса полягає в тому, що їхні малі молочні зуби втрачаються ще до народження тварини.